# 윌로브룩/로자파크스 역
윌로브룩/로자파크스 역(Willowbrook / Rosa Parks Station)은 로스앤젤레스 군 광역철도의 파란선, 초록선의 환승역이다. 로스앤젤레스 군의 윌로브룩(Willowbrook) 지역에 있는 임페리얼 하이웨이(Imperial Highway)와 윌밍턴 애비뉴(Wilmington Avenue) 교차로에 위치한 이 역은 통근자를 위한 주요 이동 지점이다.
주요 환승역 인 윌로브룩/로자파크스 역은 주요 버스 허브 역할을 하며 메트로 및 기타 지역/지방 교통 기관에서 운영하는 많은 버스 노선을 제공한다. 역에는 975 개의 주차 공간과 4 개의 자전거 보관함을 포함한 파크 앤드 라이드 시설도 있다. 역의 동쪽에는 메트로 레일 운영 센터가 있으며, 이 센터는 모든 메트로 레일 열차의 운송 허브이다.
이 역은 사우스로스앤젤레스 지역에 있는 와츠의 로스앤젤레스 공동체 근처의 비법인 윌로브룩에 위치하고 있으며, 로스앤젤레스 시내에 위치한 임페리얼 코츠 하우싱 프로젝트(Imperial Courts Housing Project) 바로 건너편에 있다. 이 역의 초록선 승강장은 센츄리 프리웨이(Century Freeway) 중간에 있습니다.
역의 공식 이름은 아프리카계 미국인 시민권 운동가인 로자 파크스를 기념하여 지어졌다. 역은 이전에는 임페리얼/윌밍턴(Imperial/Wilmington)으로 불리었다.

## 역 정보

### 역 구조
| 2층                             |                                                                                   | |
| 초록선                          | ← 애블론 역 Avalon ← 리돈도비치 역 행 (종착점행) / 애비에이션/96번가 역 행 공사중 | |
| 섬식 승강장, 윈쪽 출입문이 열림 |                                                                                   | |
| 초록선                          | → 롱비치 블러바드 역 Long Beach Boulevard Station → 노워크 역행 (기점행)          | |
| 중2층                           | 개찰구                                                                            | |
| 1층                             | 개찰구                                                                            | |
| 1층                             | 파란선                                                                            | ← 컴튼 역 Compton Station ← 다운타운 롱비치 역 행 (종착점행)                                             |
| 1층                             | 섬식 승강장, 윈쪽 출입문이 열림                                                   | |
| 1층                             | 파란선                                                                            | → 103rd 스트리트/왓츠타워스 역 103rd Street/Watts Towers Station → 7th 스트리트/메트로센터 역행 (기점행) |

파란선은 낮은 층의 승강장에 있고, 초록선은 높은 층의 승강장에 있다. 두 층은 중2층의 계단/에스컬레이터/엘리베이터로 연결된다. 티켓 자동 판매기는 거리와 중2층에 있다.

### 센트럴 플라자
2014년 미국 교통부로부터 받은 5,300만 달러의 기금 중 1,025만 달러의 교부금을 역의 개선에 사용되며, 개선된 조명과 새로운 센트럴 플라자(Central plaza)와 확장된 승강장 등이 포함된다.

## 열차 운행 정보
파란선 운행 시간은 매일 오전 5시부터, 오전 12시 45분까지 운행한다.

초록선 운행 시간은 매일 오전 5시부터, 오전 12시 45분까지 운행한다.

## 연결 가능한 버스노선
| 메트로 Metro Bus                                                         | 일반 메트로버스: 55, 120, 202, 205, 355, 612                             |
| LADOT                                                                    | 일반: - DASH: Watts                                                      |
| 가데나 트랜싯 Gardena Transit                                            | 5                                                                        |
| 로스앤젤레스 군 공공사업부 Los Angeles County Department of Public Works | 한스 트롤리 및 셔틀 서비스 Hahn's Trolley and Shuttle Service (3개 노선) |
| 기타:                                                                    | -                                                                        |

## 역세권 정보
- King-Drew Medical Center
- King Drew Magnet High School of Medicine and Science
- Kenneth Hahn Plaza
- Verbum Dei High School

## 사진

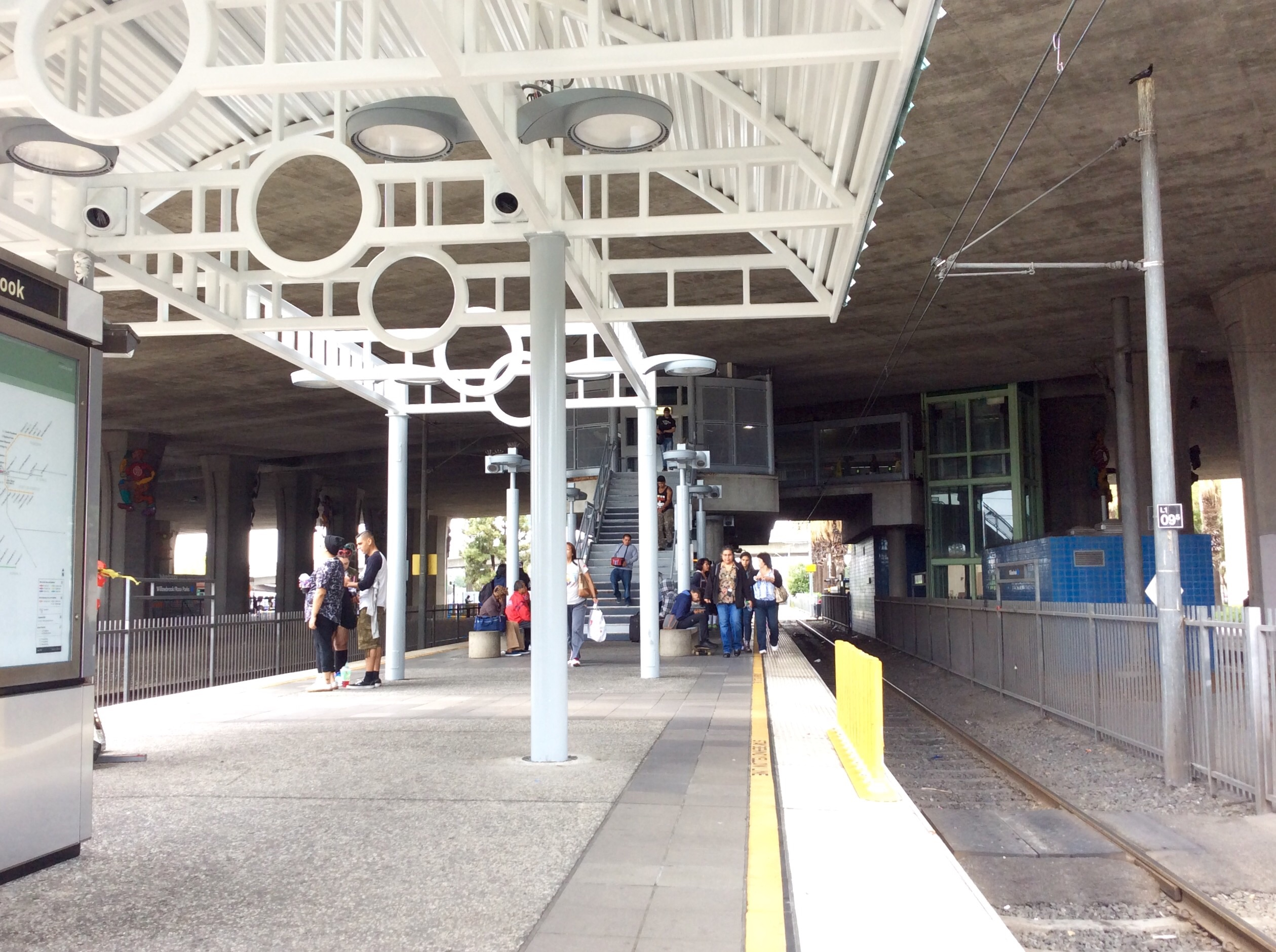
파란선 승강장
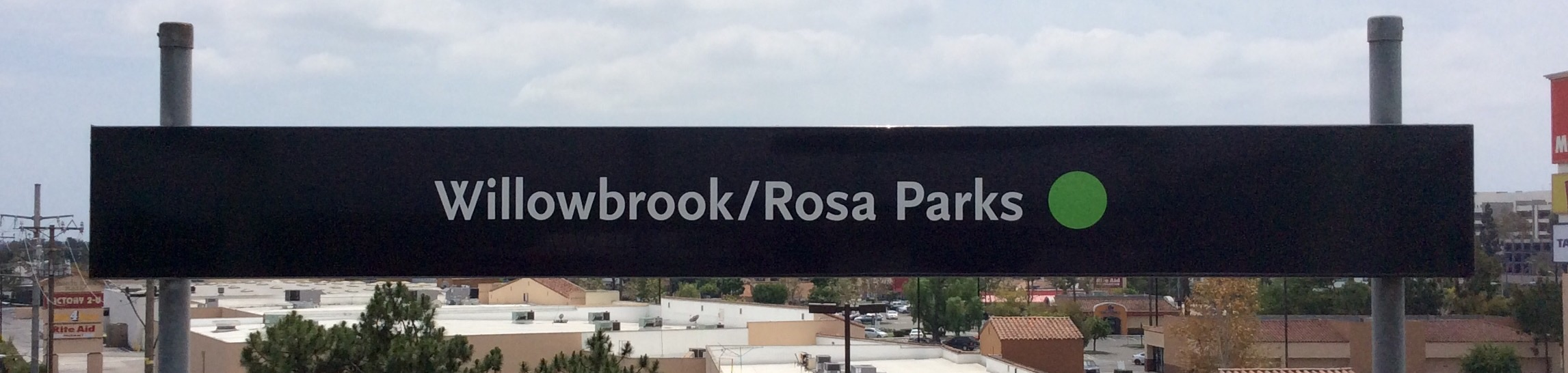
초록선 역명판
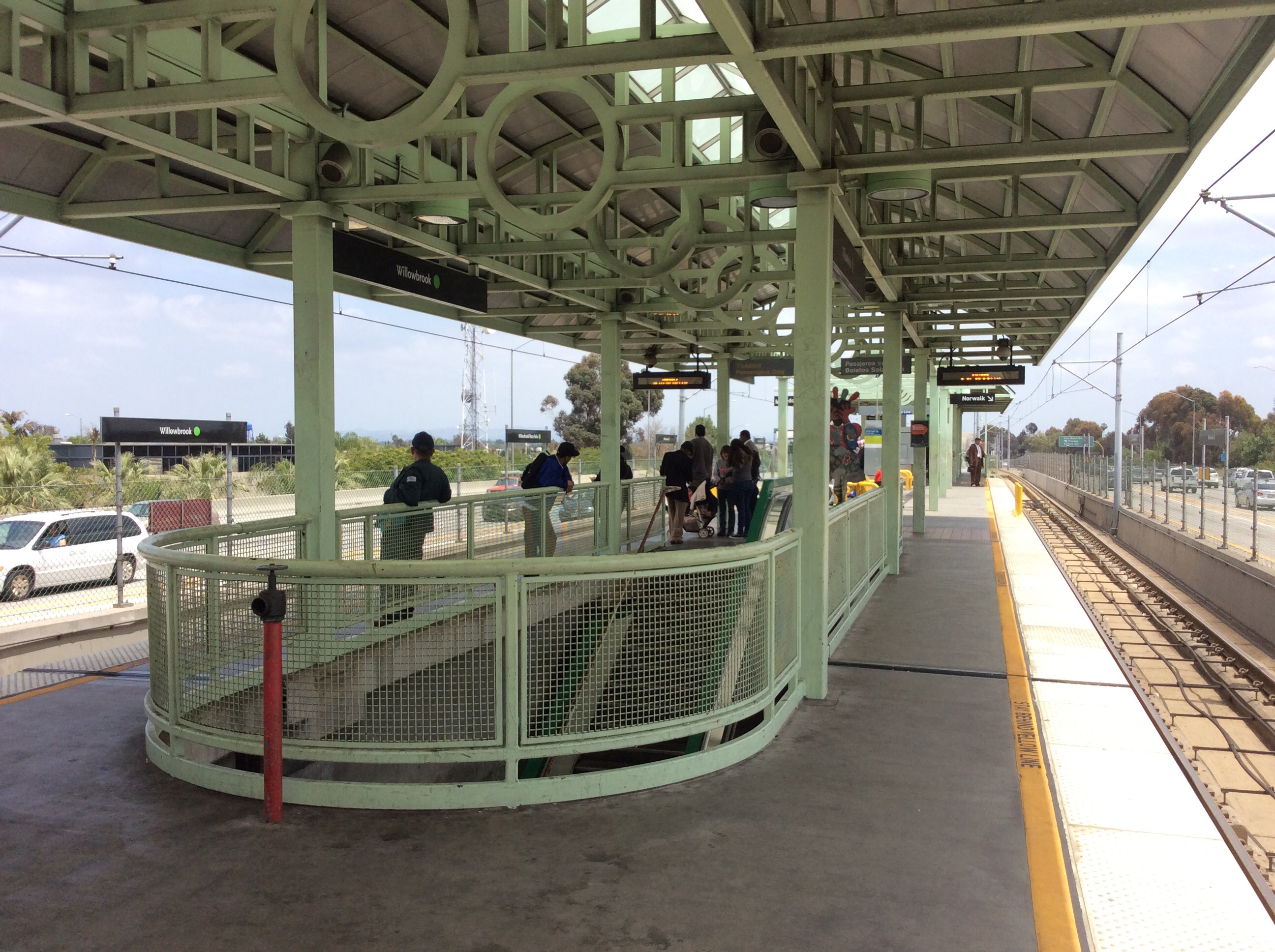
초록선 승강장